# Watson (intel·ligència artificial)

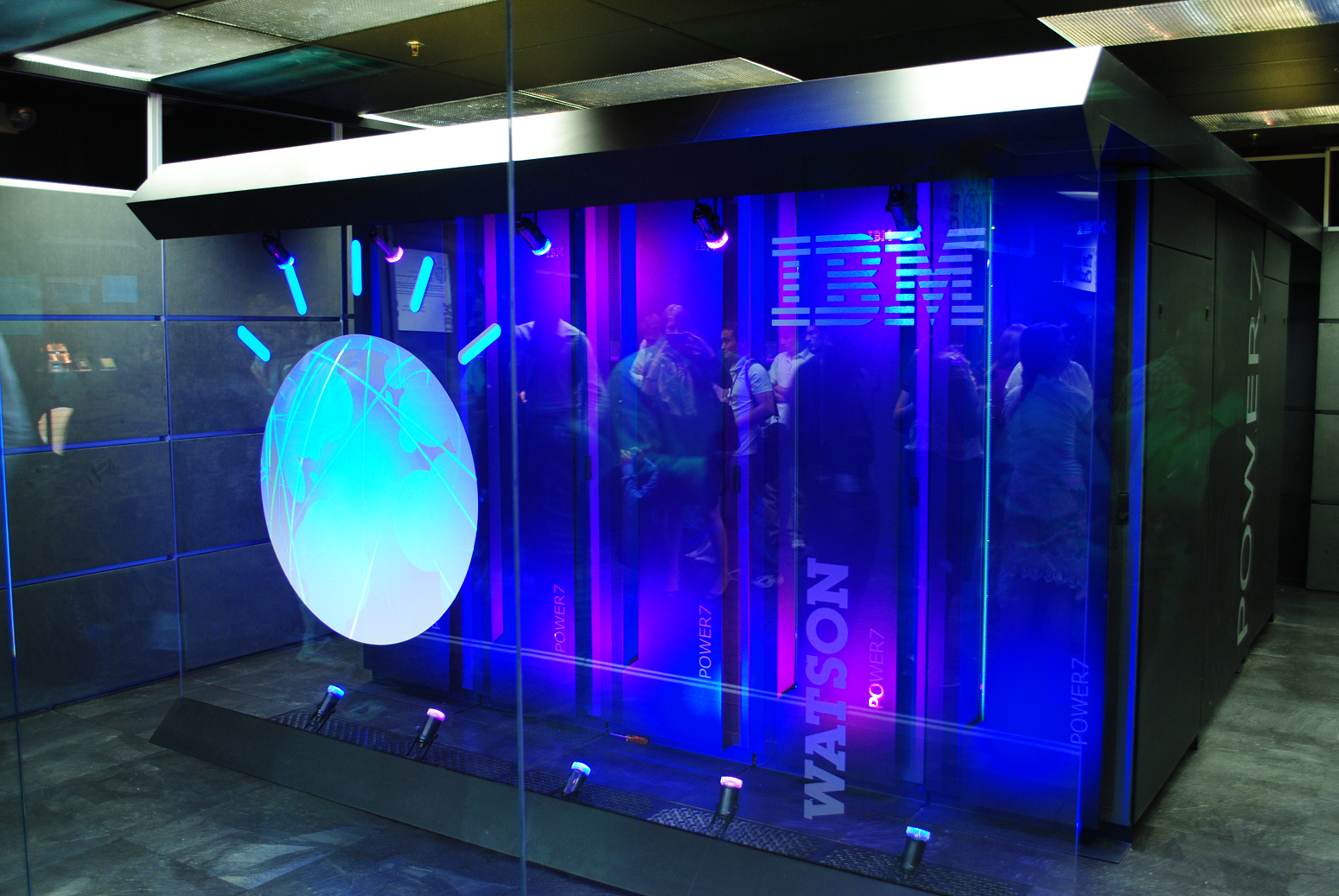
Ordinador Watson d'IBM a Yorktown Heights, Nova York

Watson és un sistema informàtic d'intel·ligència artificial capaç de respondre a les preguntes formulades en llenguatge natural. És considerat com la primera pedra de les aplicacions pràctiques de la intel·ligència artificial. El sistema Watson entén el llenguatge natural, contesta preguntes complexes en temps real i aprèn de cada interacció. Aquest projecte és desenvolupat per un equip de recerca amb la tecnologia DeepQA d'IBM i dirigit per l'investigador David Ferrucci.
Watson va ser el nom del primer CEO d'IBM, Thomas J. Watson. El sistema informàtic va ser desenvolupat per participar en el concurs de televisió Jeopardy! de preguntes i respostes, tipus trivial, que s'emet als EUA des del 1964. El febrer de 2011 Watson va competir a Jeopardy! contra els millors participants que havia tingut el concurs: Brad Rutter i Ken Jennings.
Watson va tenir accés a 200 milions de pàgines de contingut estructurat i no estructurat, va consumir 4 terabytes d'emmagatzematge en disc, incloent el text complet de la Wikipedia en anglès, però sense connexió a Internet durant el joc. Per a cada pregunta, Watson proposava tres respostes més probables a la pantalla del televisor. Watson ha superat constantment els seus oponents humans en el dispositiu de senyalització del joc, però va tenir problemes per respondre a algunes categories, especialment les que tenen pistes curtes que contenen només unes poques paraules.
Al febrer de 2013, IBM va anunciar que la primera aplicació comercial del sistema Watson seria per prendre decisions en el tractament del càncer de pulmó en el Memorial Sloan-Kettering Cancer Center, en col·laboració amb la companyia d'assegurances de salut WellPoint.

## Descripció

L'arquitectura d'alt nivell de DeepQA d'IBM utilitzats en Watson

Watson és un cercador de respostes naturals construït per IBM que amplia les capacitats humanes mitjançant el processament de llenguatge natural, que interpreta les consultes dels usuaris de forma oberta; la generació i l'avaluació d'hipòtesis, d'acord amb les regles que estableix cada institució, i, sobretot, l'aprenentatge automàtic, de manera que els encerts i els fracassos queden registrats i s'apliquen a les decisions posteriors, amb possibilitat de resseguir el procés.
La diferència clau entre la tecnologia de control de qualitat i la recerca de documents és que la recerca de documents té una consulta de paraules clau i retorna una llista de documents classificats en ordre de rellevància per a la consulta (sovint basat en la popularitat i el rànquing de la pàgina), mentre que la tecnologia de control de qualitat té una pregunta expressada en llenguatge natural que tracta de comprendre que amb molt més detall i retorna una resposta precisa a la pregunta.

## Història

### Desenvolupament
IBM havia estat a la recerca d'un nou repte des de la victòria d'escacs de Deep Blue sobre Garry Kasparov l'any 1997. El 2004, el director d'investigació d'IBM, Charles Lickel, durant el sopar amb companys de feina va veure la famosa partida de Jeopardy! protagonitzada per Ken Jennings. Intrigat pel concurs de preguntes com un possible repte per a IBM, Lickel va propossar la idea, i el 2005 l'executiu de IBM Research Paul Horn va recolzar a Lickel, i va pressionar perquè algú del seu departament assumeixi el desafiament d'aconseguir jugar a Jeopardy! amb un sistema IBM. Encara que inicialment va tenir problemes per trobar cap personal investigador disposat a assumir el que semblava un repte molt més complex que el joc sense paraules dels escacs, eventualment David Ferrucci va acceptar l'oferta. En les competicions gestionades pel govern dels Estats Units, el predecessor de Watson, un sistema anomenat Piquant, solia respondre correctament a només el 35% de les preguntes i sovint requeria uns minuts per respondre. Per competir amb èxit en Jeopardy! Watson hauria de respondre en tan sols uns segons i, en aquell moment, els problemes plantejats per l'espectacle del joc es consideraven impossibles de resoldre.
En les proves inicials realitzades durant el 2006 per David Ferrucci, el gerent sènior del departament d'Anàlisi i Integració Semàntica d'IBM, Watson va rebre 500 pistes dels anteriors programes de Jeopardy!. Els millors competidors de la vida real responien en la meitat del temps i van respondre correctament a un 95% de les pistes, mentre que al principi Watson només tenia un 15% d'encert. Durant l'any 2007 l'equip d'IBM va rebre entre tres i cinc anys més per al desenvolupament i un equip de 15 persones per resoldre els problemes. El 2008 Watson ja podia competir amb els campions de Jeopardy!. El febrer de 2010, Watson podria vèncer a concursants regulars del joc.
Durant el joc Watson tenia accés a 200 milions de pàgines de contingut estructurat i no estructurat que consumien uns quatre terabytes d'emmagatzematge. Entre aquestes pàgines s'incloïa el text complet de l'edició 2011 de Wikipedia, tot i que no estava connectat a Internet. Les tres respostes més probables de Watson per a cada pista es mostraven a una pantalla. Watson va superar constantment als seus oponents humans, però tenia dificultats en algunes categories, especialment aquelles que contenien pistes breus amb només algunes paraules clau.

### Jeopardy!

#### Preparació
El 2008 es va discutir sobre la possibilitat que Watson competís amb Ken Jennings i Brad Rutter, dos dels concursants més exitosos de l'espectacle, i els productors del programa van acceptar. IBM va expressar repetidament la seva preocupació perquè els escriptors de l'espectacle explotaran les deficiències cognitives de Watson en escriure les pistes, convertint així el joc en un test de Turing. Per pal·liar aquesta reclamació, un tercer va escollir de forma aleatòria les pistes dels programes prèviament escrits que mai s'havien emès. El personal també va mostrar preocupacions sobre el temps de reacció de Watson al timbre. Originàriament Watson ho feia electrònicament, però el personal de l'exhibició va demanar que pressiones un botó físicament, tal com ho farien els concursants humans. Fins i tot amb un "dit" robòtic pressionant el timbre, Watson es va mantenir més ràpid que els seus competidors humans. Ken Jennings va assenyalar: "Si estàs intentant guanyar en el programa, el timbre és tot", i que Watson "Els reflexos humans no poden competir amb circuits informàtics en aquest sentit". Stephen Baker, periodista que va registrar el desenvolupament de Watson en el seu llibre Final Jeopardy, va informar que el conflicte entre IBM i Jeopardy! es va fer tan greu el maig de 2010 que la competència gairebé va ser cancel·lada. Com a part de la preparació, IBM va construir un simulacre en una sala de conferències en un dels seus llocs tecnològics. Al voltant de 100 partits de prova es van dur a terme amb Watson guanyant el 65% dels jocs.
Per donar presència física als jocs televisats, Watson va estar representat per un "avatar" d'un globus, inspirat en el símbol de "planeta intel·ligent" d'IBM.
Es va registrar un partit de pràctica el 13 de gener de 2011 i els partits oficials es van registrar el 14 de gener de 2011. Tots els participants van mantenir en secret els resultats finals fins que es va emetre el partit al febrer.

#### Partida de pràctica
En un partit de pràctica el 13 de gener de 2011 Watson va guanyar una ronda de 15 preguntes contra Ken Jennings i Brad Rutter amb una puntuació de 4.400 $ per sobre dels 3.400 $ de Jennings i els 1.200 $ de Rutter, tot i que Jennings i Watson estaven empatats abans de la pregunta final de $ 1,000. Cap dels tres jugadors va respondre incorrectament a una pista.

#### Primera partida
La primera ronda es va emetre el 14 de febrer de 2011, i la segona el 15 de febrer de 2011. El dret a triar la primera categoria havia estat determinat per un sorteig guanyat per Rutter. Watson, representat per una pantalla i una veu artificial, va respondre correctament a la segona pista i després va seleccionar la quarta pista de la primera categoria, una estratègia deliberada per trobar el Daily Double el més ràpidament possible. La conjectura de Watson sobre la ubicació del Double Daily era correcta. Al final de la primera ronda, Watson estava empatat amb Rutter a 5000 $, mentre que Jennings tenia 2.000 $.
El rendiment de Watson es va caracteritzar per algunes peculiaritats. En primera instància, Watson va repetir una versió redactada d'una resposta incorrecta que va oferir Jennings. (Jennings va dir: "Què són els anys 20?" En referència als compressos entre 1920 i 1929. Watson va contestar: "Quins són els anys 20?") Com que Watson no va poder reconèixer les respostes dels altres concursants, no sabia que Jennings ja havia donat la mateixa resposta. En una altra instància, Watson va rebre inicialment un crèdit per una resposta de "Què és una cama?" després que Jennings va respondre incorrectament a "Què és: només tenia una mà?" a una pista sobre George Eyser (la resposta correcta era: "Què és: falta una cama?"). Com que Watson, a diferència d'un ésser humà, no podria haver respost a l'error de Jennings, es va decidir que aquesta resposta era incorrecta. La versió de difusió de l'episodi va ser modificada per ometre l'acceptació original de Trebek a la resposta de Watson. Watson també va demostrar estratègies complexes d'apostes en el Daily Doubles, amb una aposta de 6435 $ 6,435 i una altra de 1,246 $. Gerald Tesauro, un dels investigadors de l'IBM que treballava amb Watson, va explicar que les apostes de Watson es basaven en el seu nivell de confiança per a la categoria i un model de regressió complex anomenat Game State Evaluatior.
Watson va agafar l'avantatge principal a Double Jeopardy! responent correctament als dos Daily Doubles. Watson va respondre correctament al segon Daily Double amb una puntuació de confiança del 32%.
Tot i que va apostar només 947 dòlars a la pista, Watson va ser l'únic concursant que va fallar el Final Jeopardy! A la pregunta de la categoria US Cities ("El seu aeroport més gran va ser nomenat per a un heroi de la Segona Guerra Mundial, el segon més gran, per a una batalla de la Segona Guerra Mundial") Rutter i Jennings van donar la resposta correcta de Chicago, mentre que Watson va dir: "Què és Toronto?????". Chris Welty, que va treballar a Watson, va suggerir que no hagués pogut analitzar correctament la segona part de la pista, "la seva segona més gran, per a una batalla de la Segona Guerra Mundial" (que no era una clàusula independent a pesar que seguint un punt i coma, i el context necessari per entendre que es referia a un segon aeroport més gran). Eric Nyberg, professor de la Universitat Carnegie Mellon i membre de l'equip de desenvolupament, va declarar que l'error es va produir perquè Watson no posseeix el coneixement comparatiu per descartar aquesta resposta potencial com a no viable. La segona resposta de Watson va ser Chicago. Tant Toronto com Chicago van estar molt per sota del llindar de confiança de Watson, en un 14% i un 11% respectivament. (Aquesta manca de confiança va ser el motiu dels múltiples signes d'interrogació en la resposta de Watson).
El joc va acabar amb Jennings amb 4800 $, Rutter amb 10.500 $ i Watson amb 35,734 $.

#### Segona partida
En la primera ronda, Jennings finalment va poder escollir una pista de Daily Double, mentre que Watson va respondre a una sola pista de Double Daily incorrectament per primera vegada en una ronda de Double Jeopardy! Després de la primera ronda Watson es va situar segon per primera vegada en la competició després que Rutter i Jennings tinguessin un breu èxit en augmentar els seus dòlars abans que Watson pogués respondre. No obstant això, el resultat final va acabar amb una victòria de Watson, que va obtenir una puntuació de 77.147 $, guanyant així a Jennings (24.000 $) i Rutter (21.600 $).

#### Resultat final
Els premis de la competició van ser de 1 milió de dólars per a Watson, 300 mil dòlars per a Jennings i 200 mil per tercer lloc (Rutter). Tal com van prometre, IBM va donar el 100% dels guanys de Watson a la caritat, anant el 50% d'aquestes guanys cap a World Vision i l'altre 50% cap a World Community Grid. De la mateixa manera, Jennings i Rutter donaren el 50% dels seus guanys a les seves respectives organitzacions benèfiques.

#### Filosofia
El filòsof John Searle va argumentar que Watson, malgrat disposar d'unes capacitats excepcionals, no pot pensar. Basant-se en l'experiment de pensament de la sala xinesa, Searle va afirmar que Watson, com altres màquines computacionals, només és capaç de manipular símbols, però no té capacitat d'entendre el significat d'aquests símbols; no obstant això, l'experiment de Searle té els seus detractors.

#### Partida contra membres del United States Congress
El 28 de febrer de 2011 Watson va jugar un partit d'exhibició de Jeopardy! contra membres de la Cambra de Representants dels Estats Units. En la primera ronda, Rush D. Holt, Jr. (un exjugador de Jeopardy!) va acabar liderant, deixant a Watson en segon lloc. No obstant això, si es combinaven les puntuacions entre tots els partits, la puntuació final era de 40.300 dòlars per a Watson i 30.000 dòlars dels jugadors del congrés combinats.
Christopher Padilla, de IBM, va comentar sobre el partit: "La tecnologia darrere de Watson representa un avenç important en la informàtica. En aquest entorn de dades, aquest tipus de tecnologia pot ajudar a les organitzacions a prendre millors decisions i a millorar el funcionament de com els governs ajuden als seus ciutadans."

## Aplicacions actuals i futures
En l'àmbit de l'alimentació, Watson pot confeccionar menús segons els ingredients disponibles i l'historial de consum dels clients. Pot respondre a consultes telefòniques d'acord amb el grau d'èxit de les solucions en casos anteriors. Pot fer de dependent en una botiga, recomanant un equipament esportiu en funció del tipus d'aventura que vulgui emprendre el comprador. En la medicina, pot ajudar els doctors a creuar ràpidament des del seu mòbil les històries clíniques d'un milió i mig de pacients amb dos milions de pàgines de 42 publicacions especialitzades i 600.000 evidències mèdiques per determinar el tractament més adient en cada cas, com es fa a l'hospital oncològic Memorial Sloan-Kettering.
El món de la informació mèdica, on el volum d'informació es duplica cada cinc anys, és un dels entorns on s'aprecia més l'avantatge d'accedir amb eficiència a les dades, igual que els de la documentació legal o farmacològica. La diferència amb els sistemes convencionals de grans arxius és que els cognitius com Watson creuen material d'orígens diversos i aprenen del comportament del seu propietari, que és qui decideix quin pes atorga a cada factor.
Watson té punts en comú amb els assistents personals dels sistemes operatius mòbils: el Siri d'Apple als iPhones, el Google Now o el basc Sherpa als Android i el Cortana de Microsoft als Windows Phone. IBM assegura que les seves capacitats cognitives són superiors perquè el seu sistema s'adapta al context i n'aprèn. Està promovent des del Mobile World Congress la creació d'aplicacions mòbils que utilitzin Watson com a motor de coneixement i decisió accessible mitjançant el núvol, havent rebut més de 700 propostes de diaris digitals personalitzats, plataformes educatives digitals, etc.

## Llenguatge
De moment, Watson només entén i parla anglès. El grup de recerca d'IBM no descarta ensenyar-li altres idiomes. A Catalunya hi ha organismes i institucions que treballen en la descomposició tecnològica del català, com el grup de síntesi de veu de la UPF, i en l'adopció de l'anomenada web semàntica, infinitament més avançada en anglès que en qualsevol altre idioma.